# 斯帕斯克达利尼
斯帕斯克达利尼（俄语：Спасск-Да́льний），有时简称斯帕斯克（Спасск），是俄罗斯滨海边疆区的一座城市。位于兴凯湖畔。明朝曾于此置亦鲁河卫，1860年，根据《中俄北京条约》，清朝将黑龙江以北、乌苏里江以东之地永久割让予俄国，此地从此成为俄国领土。2002年时有人口51,691人（1989年时这一数字为60,060人）。电话区号423-52。